# Miloud Doubal
Miloud Doubal (in arabo ميلود دوبل‎?; Antibes, 2 dicembre 1981) è un ex cestista francese con cittadinanza algerina.